# Mahua
Mahua là một chi rêu trong họ Sematophyllaceae.